# ماهر عبد الواحد
ماهر سيد إبراهيم عبد الواحد (4 أبريل 1939 -11 مايو 2021) مستشار شغل منصب النائب العام المصري من سنة 1999 حتى قدم استقالته سنة 2006 وولاه الرئيس مبارك منصب رئيس المحكمة الدستورية العليا المصرية الذي استمر فيه حتى 30-6-2009 وعين المستشار عبد المجيد محمود في منصب النائب العام المصري.
من مواليد 4-4-1939
محل الميلاد:السودان، مصري الجنسية

## المؤهلات الدراسية
- 1958 الليسانس في الحقوق – جامعة القاهرة.
- 1962 دبلوم الدراسات العليا في العلوم الإدارية- جامعة القاهرة.
- 1964 دبلوم القانون العام – جامعة القاهرة.
- 1979 دبلوم مدرسة القضاء القومية الفرنسية بباريس.

## العمل القضائي
- 2006 رئيساً للمحكمة الدستورية العليا.
- 1999 [[نائباً عاماً لجمهورية مصر العربية.
- 13/3/1989 نائباً لرئيس محكمة النقض.
- 17/7/1983 مستشاراً بمحكمة النقض.
- 2/8/1980 مستشاراً بمحاكم الاستئناف.
- 6/9/1977 رئيس محكمة من الفئة (أ) بالمحاكم الابتدائية.
- 8/9/1975 رئيس محكمة من الفئة (ب) بالمحاكم الابتدائية.
- 25/12/1973 قاضياً من الفئة (أ) بالمحاكم الابتدائية.
- 5/10/1972 قاضياً من الفئة (ب) بالمحاكم الابتدائية.
- 11/9/1969 قاضياً بالمحاكم الابتدائية.
- 27/8/1962 وكيلاً للنائب العام.
- 20/12/1961 مساعد نيابة بالنيابة العامة.
- 22/10/1960 معاون نيابة بالنيابة العامة.

## المناصب التي أسندت إليه
- 18/10/1992 مساعداً أول لوزير العدل.
- أمينا عاماً للمجلس الأعلى للهيئات القضائية.
- رئيساً لمجلس إدارة الهيئة العامة لصندوق أبنية دور المحاكم.
- رئيساً لمجلس إدارة صندوق الخدمات الصحية والاجتماعية لأعضاء الهيئات القضائية.
- رئيساً لمجلس إدارة صندوق الخدمات الصحية والاجتماعية للعاملين بمصلحة الشهر العقاري والتوثيق.
- 11/8/1986 مسئولاً إعلامياً لوزارة العدل لإمداد أجهزة الإعلام بالأنباء والموضوعات التي تتصل بالقضاء وإدارة العدالة.
- 25/8/1983 مساعداً لوزير العدل لشئون الديوان العام.
- 14/4/1982 أميناً عاماً مساعداً للمجلس الأعلى للهيئات القضائية.
- 1/10/1978 عضواً فنياً بمكتب السيد المستشار وزير العدل حتى 24/8/1983.

## التدريس
- 1972 التدريس بكلية الحقوق بجامعة وهران بالجزائر في الفترة من سنة 1972 إلى 1976 «القانون المدني وقانون المرافعات المدنية والتجارية ومادة التنفيذ».

## الإنتاج العلمي
- مقدمة في العلوم القانونية «نظرية الحق والقانون الجزائري الوضعي»، مجموعة محاضرات طبعت بكلية الحقوق جامعة وهران بالجزائر -1974.
- قانون المرافعات المدنية الجزائري، مجموعة محاضرات طبعت بكلية الحقوق – جامعة وهران بالجزائر- 1975.
- تنفيذ الأحكام المدنية في القانون الجزائري- كلية الحقوق – جامعة وهران بالجزائر 1975.
- تعريف الخلجان في القانون المصري- بحث منشور بالمجلة المصرية للقانون الدولية – طبعة 1969 العدد 25.
- تعليق على مؤلف الدكتور نيكولاس ماتيسكومات "الحدود غير المرئية للإقليم البحري والإقليم الجوي – باريس 1965 "منشور بالمجلة المصرية للقانون الدولي 1970 العدد 26".
- تعليق على مؤلف الدكتور شارل فالييه «الامتداد القاري في القانون الوضعي الحالي» – باريس 1971 – منشور بالمجلة المصرية للقانون الدولي – 1971 العدد 27.

## عضوية الجمعيات والمعاهد العلمية
- عضو الجمعية الدولية للنواب العموم.
- عضو مجلس كلية الحقوق جامعة القاهرة.
- عضو مجلس كلية الحقوق جامعة عين شمس.
- عضو الجمعية المصرية للقانون الدولي بالقاهرة.
- نائب رئيس مجلس إدارة الشعبة الدولية المصرية للدفاع الاجتماعي.
- عضو مجلس إدارة الجمعية الدولية للدفاع الاجتماعي «ممثلاً عن إفريقيا» ومقرها باريس.
- عضو مجلس إدارة المعهد الدولي لتوحيد القانون الخاص "UNIDROI" بروما.

## المؤتمرات والمهام العلمية
- 2002 رئيساً لوفد مصر لدى اجتماع الأمم المتحدة لإعداد مشروع الاتفاقية الدولية لمكافحة الفساد (فيينا) سبتمبر سنة 2002.
- 2002 أوفد للمشاركة في المؤتمر الدولي للجان الوطنية للقانون الدولي الإنساني (جنيف) مارس سنة 2002.
- 2000 دعى للمحاضرة في المؤتمر الذي نظمه البنك الدولي بواشنطن عن التنمية الشاملة القانونية والقضائية ومحاربة الفساد – يونيو سنة 2000.
- 2000 رئيس لوفد مصر في المؤتمر العاشر للأمم المتحدة لمنع الجريمة ومعاملة الجناة (فيينا) إبريل سنة 2000.
- 1998 أوفد للمشاركة في المؤتمر الذي عقد في سان فرانسيسكو بالولايات المتحدة الأمريكية عن بدائل حل المنازعات المدنية والتجارية، بالتعاون بين معهد دراسة وتطوير النظم القانونية بسان فرانسيسكو وجامعة كاليفورنيا وذلك خلال الفترة من 24 -28/6/1998 من خلال مشروع تطوير النظم القانونية لدول العالم.
- 1998 رأس وفد مصر في الاجتماع الوزاري الإقليمي لدول آسيا حول الجريمة عبر الوطنية ومكافحة الفساد، الذي نظمته الأمم المتحدة في مدينة مانيلا بالفلبين في الفترة من 22 – 25 مارس 1998.
- 1997 مثل مصر في المؤتمر الذي نظمته الأمم المتحدة بمدينة كورمايير الإيطالية في الفترة من 3-6/10/1997 حول مقاومة جرائم العنف «نحو آليات للتحذير المبكر والوقاية من الجريمة».
- 1996 أوفد لحضور المؤتمر الثالث عشر الذي نظمته الجمعية الدولية للدفاع الاجتماعي بمدينة ليتشي الإيطالية في الفترة من 28- 30 نوفمبر 1996.
- 1996 أوفد لحضور اجتماعات اللجنة المشكلة لدراسة إنشاء محكمة جنائية دولية دائمة، وكذلك حضور ندوة عن سبل التعاون القضائي الدولي في المجال الجنائي في مدينة سيراكوزا في الفترة من 10-20/7/1996.
- 1995 عضو وفد مصر في مؤتمر وزراء العدل لدول الفرانكفون الذي عقد في القاهرة في الفترة من 30 أكتوبر إلى أول نوفمبر 1995.
- 1995 أوفد إلى الولايات المتحدة الأمريكية في الفترة من 10 يونيو إلى 16 يونيو 1995 للمشاركة في إجراءات تنفيذ اتفاق مشروع مساندة إدارة العدالة، المبرم بين جمهورية مصر العربية والولايات المتحدة الأمريكية.
- 1995 عضو وفد مصر إلى مؤتمر الأمم المتحدة التاسع لمنع الجريمة ومعاملة المجرمين الذي عقد في القاهرة في الفترة من 28 إبريل 1995 حتى 8 مايو 1995.
- 1994 أوفد إلى الولايات المتحدة الأمريكية لمدة أربعة أسابيع اعتباراً من 18/3/1994 لدراسة موضوع «إدارة المحاكم في الولايات المتحدة» في إطار برنامج الزائر الدولي.
- 1992 أوفد للمشاركة في الندوة التي عقدت في بلجيكا وروما في الفترة من 18- 25 يناير 1992 عن أحدث التطبيقات واستخدامات الحاسبات الآلية في مجال العدالة ببروكسل، وزيارة وزارة العدل الإيطالية وبعض المحاكم في مدينة روما – للتعرف على تطبيقات نظام المعلومات القانونية والقضائية المنفذة بها عملياً.
- 1991 أوفد إلى فرنسا في الفترة من 10-19 يونية 1991 في إطار التبادل الثقافي بين البلدين لتنظيم لقاءات مع قضاة المحاكم ومستشاري وزارة العدل الفرنسية.
- 1989 عضو وفد وزارة العدل المصرية للتفاوض والتوقيع على اتفاقية التعاون القانوني والقضائي مع دولة البحرين في الفترة من 28-30 أكتوبر 1989.
- 1983 أوفد في مهمة رسمية إلى وزارة العدل التونسية في إطار التعاون القانوني والقضائي بين البلدين «تطبيق نظم المعلومات في المجال القضائي».
- 1982 أوفد إلى وزارة العدل الفرنسية في 23/9/1982 لمدة شهرين لحضور دورة تدريبية على استخدام الحاسب الآلي في مجال المعلومات القضائية.
- 1979 أوفد إلى وزارة العدل الفرنسية عام 1979 لمدة ستة شهور، تم الحصول فيها على دبلوم من المدرسة القومية للقضاء بباريس في 28/6/1979.

## عضويات اللجان
- رئيس لجنة إعداد مشروع قانون مكافحة غسل الأموال المطبق حالياً.
- الاشتراك في إعداد التعديلات التي أدخلت على قانون الإجراءات الجنائية وقانون العقوبات خلال عمله نائباً عاماً.
- ندب عضواً باللجنة العليا لتنمية القطاع الخاص في مصر برئاسة وزير قطاع الأعمال والصادر بتشكيلها قرار وزير قطاع الأعمال رقم 244 بتاريخ 8/11/1994.
- ندب عضواً بلجنة التشريعات الاقتصادية بمركز صالح عبد الله كامل للاقتصاد الإسلامي التابع لجامعة الأزهر- بقرار السيد المستشار وزير العدل رقم 5533 بتاريخ 29/10/1994.
- عضو باللجنة الاستشارية لدعم الإصلاح التشريعي، الصادر بها قرار السيد المستشار وزير العدل رقم 4168 بتاريخ 11/8/1994.
- في 10/7/1991 ندب لرئاسة لجنة تبسيط إجراءات العمل بصندوق الخدمات الصحية والاجتماعية لأعضاء الهيئات القضائية وتطوير أسلوبه.
- في 3/3/1988 ندب لرئاسة اللجنة المشكلة لمراجعة التشريعات الخاصة بالشهر العقاري والتوثيق والرسوم وتطوير أسلوب العمل الفني والإداري بها. وقد انتهت أعمال اللجنة باقتراح تعديل بعض نصوص قانون الشهر العقاري بما يكفل تبسيط الإجراءات، وقد صدر قانون بذلك.
- ندب لرئاسة اللجنة العامة لتنفيذ مشروع نظام المعلومات القضائي بوزارة العدل في 31/12/1987.
- ندب عضواً باللجنة المشكلة لتبسيط الإجراءات وتطوير أساليب العمل الفني والإداري بالمحاكم.
- ندب عضواً باللجنة العليا للتطوير، برئاسة الدكتور وزير شئون مجلس الوزراء ووزير التنمية الإدارية.
- ندب عضواً بالمجلس الأعلى لمشروع الحاسب الآلي لإدارات ونيابات المرور.
- مثل وزارة العدل في اللجنة الوزارية للإصلاح الإداري برئاسة السيد الدكتور وزير الدولة للتنمية الإدارية ، واللجان المشكلة برئاسة السيد الدكتور وزير الاقتصاد لدراسة وتطوير النظام القانوني لسوق رأس المال وقوانين البنوك والائتمان وإعداد قانون الشركات الموحد .